# Rolf Weinberg
Rolf Weinberg (geboren 6. März 1919 in Herford; gestorben 23. Juni 2011 in London) war ein deutscher Emigrant, der im Zweiten Weltkrieg in den Forces françaises libres de Gaulles kämpfte. 

## Leben
Rolf-Julius Weinberg war ein Nachkomme in der Fabrikantenfamilie Weinberg in Herford. Weinberg und seine Schwester Erika (1915–2007) besuchten das Friedrichs-Gymnasium und wurden nach der Machtübergabe an die Nationalsozialisten unter den Augen der Lehrer tätlich angegriffen. Unter den Bedingungen der Judenverfolgung in nationalsozialistischen Deutschland musste er die Schule vorzeitig verlassen und begann 1936 eine Lehre in einer Strickwarenfabrik in Stuttgart und absolvierte 1938 die Ausbildung am Technikum in Reutlingen. Im September 1938 floh er nach Uruguay.
Weinberg wurde 1939 in Montevideo von der britischen Botschaft angeworben, die ihn im psychologischen Kampf um das dort in Reparatur liegende deutsche Kriegsschiff Admiral Graf Spee einsetzte. Weinberg schloss sich 1940 in London unter dem Namen Henri Rovey der Armee France libre de Gaulles an und kämpfte im Zweiten Weltkrieg in Nordafrika. Im Juli 1943 wurde Weinberg zum Major befördert, er nahm an der Eroberung Deutschlands teil. Er wurde mit der Militärmedaille Frankreichs ausgezeichnet und zum Ritter der Ehrenlegion ernannt. 
Nach dem Krieg arbeitete Weinberg vier Jahre lang als Ingenieur in Deutschland und führte danach in Spanien mit seiner Frau Sara ein Herren-Konfektionsgeschäft. Nach dem Tod seiner Frau 1990 zog er nach London und lebte dort  mit Ruth, einer Freundin aus Stuttgarter Tagen.
Weinberg veröffentlichte eine Autobiografie David's Fight unter dem Pseudonym David Silverbaum.

## Autobiografie
- David Silverbaum: David's Fight 1939–1946 : The Freedom to be An Individual. Hazelwood, ISBN 0-9514610-8-7[1]